# Gliederung des Heeres (Bundeswehr, Neues Heer)
Die Gliederung des Heeres der Bundeswehr in der Struktur Neues Heer beschreibt die Truppenteile des Heeres im Zeitraum von 2003 bis 2010. Für die aktuelle Gliederung siehe → Gliederung des Heeres (Bundeswehr).

## Einleitung und Aufbau der Liste

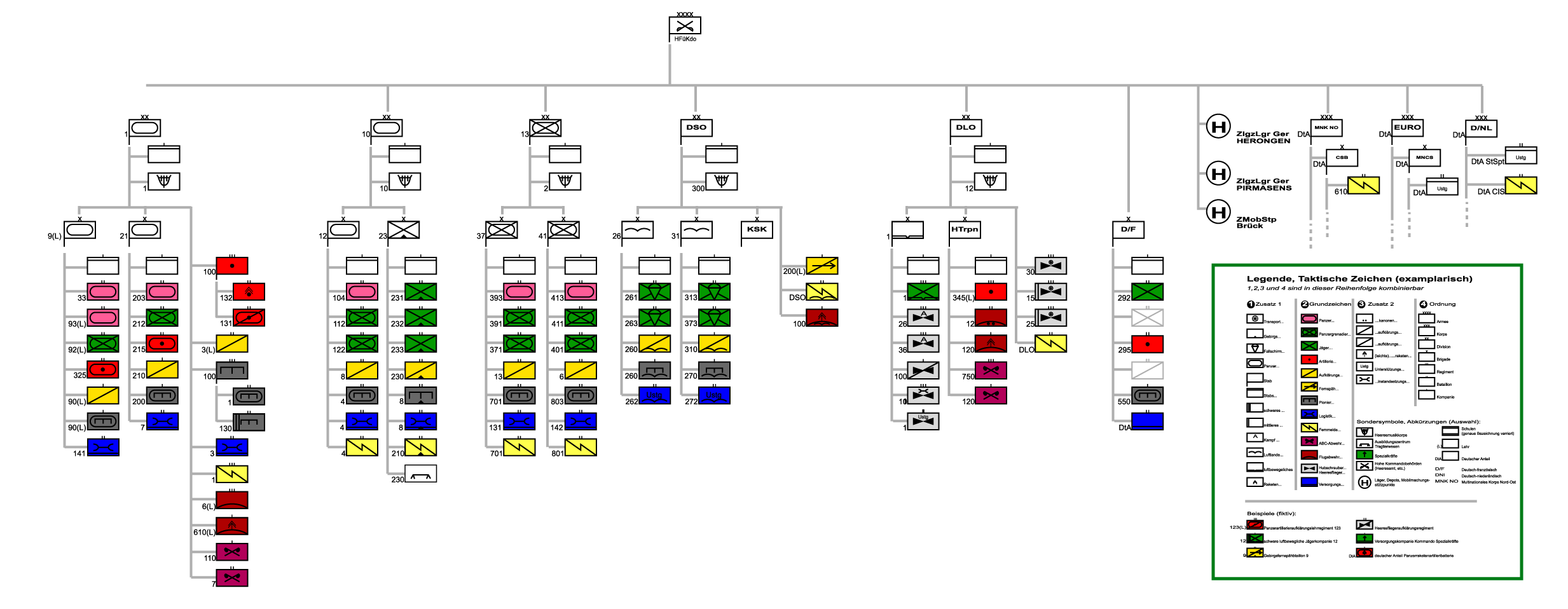
Gliederung Heeresführungskommando um 2009

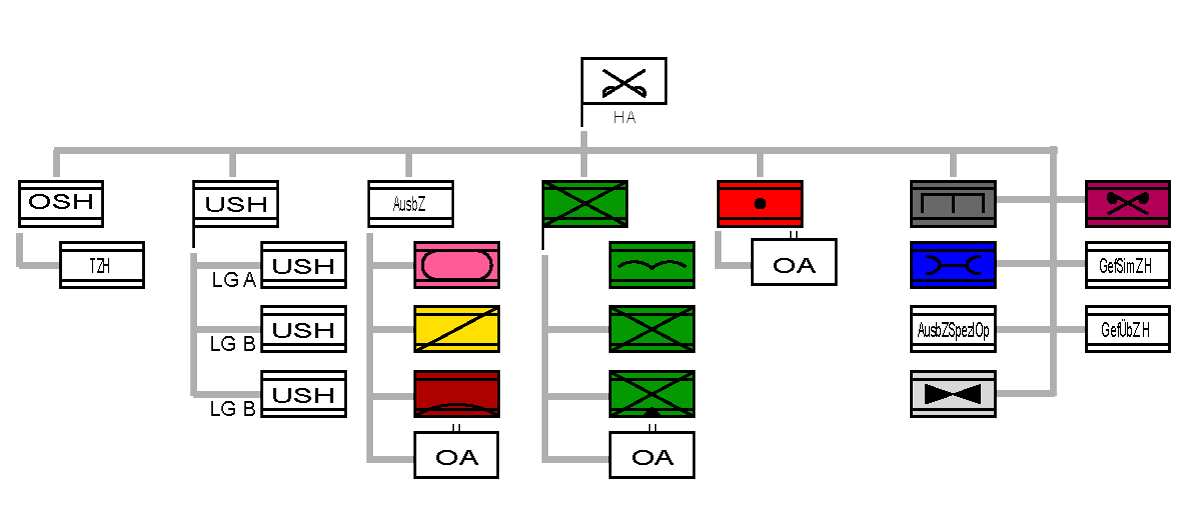
Gliederung Heeresamt um 2009

Die Liste beschreibt den Aufbau des Heeres gegen Ende der Struktur „Neues Heer“, die den Zeitraum von 2003 bis etwa 2010 beschreibt. Im Gegensatz zu früheren Heeresstrukturen war die Gliederung in diesem Zeitraum kaum statisch. Unter dem Stichwort „Transformation“ unterliegt die Gliederung des Heeres einer stetigen Änderung in kleinen Teilschritten. Die Phase „Neues Heer“ wurde mit der Neufassung der Verteidigungspolitischen Richtlinien Mitte 2003 eingeleitet. Betrachtungszeitpunkt dieser Liste ist das Ende des Jahres 2010. Vereinzelt wird diese Gliederung auch „Heer 2010“ genannt. Das Heer umfasste um 2010 etwa zwischen 90.000 und 100.000 aktive Soldaten. Überlegungen im Bundesministerium der Verteidigung unter Karl-Theodor zu Guttenberg (Stichworte: Verkleinerung der Bundeswehr, Aussetzung der Wehrpflicht) legen nahe, dass dem Heer nach 2010 erneute große Umbrüche bevorstehen werden, so dass das Jahr 2010 etwa das Ende der Phase „Neues Heer“ markiert.
Die Liste beschränkt sich ferner auf das eigentliche Heer. Ausdrücklich nicht berücksichtigt sind die Heeresuniformträger in anderen Teilstreitkräften und anderen militärischen Organisationsbereichen. Da die Gliederung des Heeres einer steten Veränderung unterworfen war und die Liste eine truppendienstliche Gliederung anstrebt, können Verbände die nur oder davor existierten, sowie deren Unterstellungsverhältnisse per definitionem nicht Gegenstand der Betrachtung sein. Gleiches gilt folglich für frühere oder spätere Unterstellungsverhältnisse. Wo möglich sind besondere Zuordnungsverhältnisse abweichend von der truppendienstlichen Unterstellung ergänzt. Zu beachten ist also, dass die Liste nicht alle jemals aufgestellten Verbände des Heeres enthalten kann. In der Regel werden keine Einheiten kleiner als selbstständige Bataillone und selbstständige Kompanien aufgeführt. Die angegebenen Garnisonsorte beziehen sich in der Regel auf den Standort der Stab- und Stabskompanie. Davon abweichend können nicht aufgeführte unterstellte Truppenteile an anderen Orten stationiert sein. Der angegebene Ort für nichtaktive Verbände ist uneinheitlich als Ort der Mobilmachung, des Kaders, des aktiven Anteils teilaktiver Verbände, des Mobilisierungsfeldwebels oder des (Geräte)depots des eingelagerten Geräts zu verstehen.
Kursiv aufgeführte Verbände waren zum Betrachtungszeitpunkt nicht aktive, darunter vor allem Ergänzungstruppenteile ohne Gerät, oder teilaktive Verbände, darunter Truppenteile in Auflösung, Umgliederung oder Aufstellung. Der Couleurtruppenteil bezeichnet den Verband an den der Ergänzungstruppenteil angelehnt ist, d. h. der beispielsweise den übenden Reservisten Großgerät aus eigenem Bestand zeitlich begrenzt abtritt. Klein und vor der Bezeichnung des Truppenteils sind die internen Verbandsabzeichen abgebildet. Am rechten Rand, größer, sind die Verbandsabzeichen (Ärmelabzeichen für Dienstanzug) abgebildet, die für alle unterstellten Truppenteile gilt, solange die unterstellten Verbände nicht wiederum eigene Verbandsabzeichen haben.

## Führung

Verbandsabzeichen Führungsstab des Heeres

Das Heer wird geführt durch den Inspekteur des Heeres. Oberste Dienststelle ist der Führungsstab des Heeres. Dieser führt vor allem die Heeresbereiche Heeresführungskommando und Heeresamt. Eine feste Assignierung der Verbände in eine NATO-Kommandostruktur ist nicht vorgesehen und wird daher nicht weiter dargestellt.
- Führungsstab des Heeres, Bonn

### Heeresführungskommando

Verbandsabzeichen Heeresführungskommando

- Heeresführungskommando in Koblenz
  -  Zentrales Langzeitlager Herongen
  -  Zentrales Langzeitlager Pirmasens
  -  Zentraler Mobilmachungsstützpunkt Brück / Neuseddin

#### 1. Panzerdivision
Hinweis: die 1. Panzerdivision wird auch „Division Eingreifkräfte“ genannt

Verbandsabzeichen 1. Panzerdivision

- Stab/Stabskompanie 1. Panzerdivision, Hannover

##### Divisionstruppen1. Panzerdivision
- Fernmelderegiment 1, Rotenburg
- Heeresmusikkorps 1, Hannover
- Leichte Flugabwehrraketenlehrbatterie 610, Todendorf
- Leichte ABC-Abwehrkompanie 110, Sonthofen (23. April 2013: ABC-Abwehrtruppe wird dem ABC-Abwehrkommando unterstellt und somit Teil der Streitkräftebasis[1])
- ABC-Abwehrbataillon 7, Höxter (23. April 2013: ABC-Abwehrtruppe wird dem ABC-Abwehrkommando unterstellt und somit Teil der Streitkräftebasis[1])
- ABC-Abwehrbataillon 906, Höxter (Couleur: ABC-Abwehrbataillon 7. Nicht aktiv. Kein eigenes Großgerät vorhanden bzw. langzeitlagernd.) (23. April 2013: ABC-Abwehrtruppe wird dem ABC-Abwehrkommando unterstellt und somit Teil der Streitkräftebasis[1])
- ABC-Abwehrkompanie 954, Höxter (Couleur: ABC-Abwehrbataillon 7. Vorgesehen für ZMZ koordiniert durch Dienststellen der SKB. Teilaktiv. Großgerät wird am örtlichen ZMZ-Stützpunkt vorgehalten.) (23. April 2013: ABC-Abwehrtruppe wird dem ABC-Abwehrkommando unterstellt und somit Teil der Streitkräftebasis[1])
- Aufklärungslehrbataillon 3, Lüneburg (Beiname seit 2008: „Lüneburg“)
- Aufklärungskompanie 912, Lüneburg (Couleur: Aufklärungslehrbataillon 3. Nicht aktiv. Kein eigenes Großgerät vorhanden bzw. langzeitlagernd.)
- Logistikbataillon 3, Rotenburg
- Flugabwehrlehrregiment 6, Lütjenburg (seit 2010 ohne Gepard. Bis Ende 2011 Personalabgabe zur Flugabwehrgruppe mit MANTIS. Dann Auflösung)

 Eine neue Flugabwehrgruppe des Flugabwehrraketengeschwaders 1 "Schleswig-Holstein" wurde am 26. März 2011 in Husum als Truppenteil der Luftwaffe neu aufgestellt. Die Ausbildung am MANTIS wird seit 2011 teils in Lütjenburg bereits in Verantwortung der Luftwaffe durchgeführt. Bedienungspersonal für MANTIS wird teils von Flugabwehrlehrregiment 6 herangezogen. Die geplanten zwei Exemplare des Waffensystems MANTIS werden von der Luftwaffe voraussichtlich im Oktober 2011 in Dienst gestellt
- Artillerieregiment 100
Hinweis: Das Artillerieregiment 100 führt den Beinamen „Freistaat Thüringen“
  -  Stab/Stabsbatterie Artillerieregiment 100, Mühlhausen
  -  Artilleriebataillon 131, Mühlhausen
  -  Raketenartilleriebataillon 132, Sondershausen (Auflösungsappel am 23. März 2013[7])
- Pionierregiment 100 (wird aufgelöst)
  -  Stab/Stabskompanie Pionierregiment 100, Minden
  -  Panzerpionierbataillon 1, Holzminden
  -  Pionierbataillon 902, Holzminden (Couleur: Panzerpionierbataillon 1. Nicht aktiv. Kein eigenes Großgerät vorhanden bzw. langzeitlagernd.)
  -  schweres Pionierbataillon 130, Minden

##### Panzerlehrbrigade 9

Verbandsabzeichen Panzerlehrbrigade 9

- Stab/Stabskompanie Panzerlehrbrigade 9, Munster
  -  Panzerpionierlehrkompanie 90, Munster
  -  Aufklärungslehrkompanie 90, Munster
  -  Panzerlehrbataillon 93, Munster
  -  Panzerbataillon 33, Neustadt am Rübenberge
  -  Panzergrenadierlehrbataillon 92, Munster
  -  Panzerartillerielehrbataillon 325, Munster
  -  Logistikbataillon 141, Neustadt am Rübenberge

##### Panzerbrigade 21
Hinweis: Die Panzerbrigade 21 führt den Beinamen „Lipperland“

Verbandsabzeichen Panzerbrigade 21

- Stab/Stabskompanie Panzerbrigade 21, Augustdorf
  -  Panzerpionierkompanie 200, Augustdorf
  -  Aufklärungskompanie 210, Augustdorf
  -  Panzerbataillon 203, Augustdorf
  -  Panzergrenadierbataillon 212, Augustdorf
  -  Panzerartilleriebataillon 215, Augustdorf
  -  Logistikbataillon 7, Unna

#### Division Spezielle Operationen

Verbandsabzeichen Division Spezielle Operationen

- Stab/Stabskompanie Division Spezielle Operationen, Stadtallendorf (bis Oktober 2010 Regensburg)

##### DivisionstruppenDivision Spezielle Operationen
- Heeresmusikkorps 300, Koblenz
- Fernspählehrkompanie 200, Pfullendorf
- Luftlandeflugabwehrraketenbatterie 100, Seedorf
- Luftlandefernmeldebataillon Division Spezielle Operationen, Stadtallendorf (Beiname: „Hessischer Löwe“)

##### Kommando Spezialkräfte

Verbandsabzeichen Kommando Spezialkräfte

Hinweis: Das Kommando Spezialkräfte ist ein Verband auf Brigadebene und nicht in selbstständige Truppenteile untergliedert.
Das Kommando Spezialkräfte gliedert sich in:
- Stab Kommando Spezialkräfte, Calw
  -  Psychologischer Dienst KSK, Calw
  -  Sprachendienst KSK, Calw

- Gruppe (Bereich) Weiterentwicklung, Calw

- Einsatzkräfte
  -  1. Kommandokompanie, Calw
  -  2. Kommandokompanie, Calw
  -  3. Kommandokompanie, Calw
  -  4. Kommandokompanie, Calw
  -  Spezialkommandokompanie KSK, Calw
  -  Ausbildungs- und Versuchszentrum KSK, Calw

- Unterstützungskräfte
  -  Stabs- und Versorgungskompanie KSK, Calw
  -  Fernmeldekompanie KSK, Calw
  -  Unterstützungskompanie KSK, Calw
    -  Nachschub-/Umschlagszug KSK, Calw
    -  Instandsetzungszug KSK, Calw
    -  Fallschirmgeräte- und Luftumschlagszug KSK, Calw

  -  Sanitätszentrum KSK, Calw

##### Luftlandebrigade 26

Verbandsabzeichen Luftlandebrigade 26

Hinweis: Brigade führt den Beinamen „Saarland“
- Stab/Stabskompanie Luftlandebrigade 26, Saarlouis
  -  Luftlandeaufklärungskompanie 260, Zweibrücken
  -  Luftlandepionierkompanie 260, Saarlouis
  -  Fallschirmjägerbataillon 261, Lebach
  -  Luftlandeunterstützungsbataillon 262, Merzig
  -  Fallschirmjägerbataillon 263, Zweibrücken

##### Luftlandebrigade 31

Verbandsabzeichen Luftlandebrigade 31

Hinweis: Brigade führt den Beinamen „Oldenburg“
- Stab/Stabskompanie Luftlandebrigade 31, Oldenburg
  -  Luftlandeaufklärungskompanie 310, Seedorf
  -  Luftlandepionierkompanie 270, Seedorf
  -  Fallschirmjägerbataillon 313, Seedorf
  -  Fallschirmjägerbataillon 373, Seedorf
  -  Luftlandeunterstützungsbataillon 272, Oldenburg

#### Division Luftbewegliche Operationen

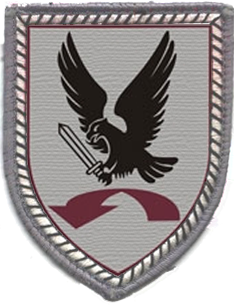
Verbandsabzeichen Division Luftbewegliche Operationen

- Stab/Stabskompanie Division Luftbewegliche Operationen, Veitshöchheim

##### DivisionstruppenDivision Luftbewegliche Operationen
- Heeresmusikkorps 12, Veitshöchheim
- Fernmeldebataillon Division Luftbewegliche Operationen, Veitshöchheim
- Transporthubschrauberregiment 30, Niederstetten
- Mittleres Transporthubschrauberregiment 15, Rheine (Beiname: „Münsterland“)
- Mittleres Transporthubschrauberregiment 25, Laupheim (Beiname: „Oberschwaben“)

##### Luftbewegliche Brigade 1

Verbandsabzeichen Luftbewegliche Brigade 1

- Stab/Stabskompanie Luftbewegliche Brigade 1, Fritzlar
  -  Jägerregiment 1, Schwarzenborn
  -  Transporthubschrauberregiment 10, Heeresflugplatz Faßberg (Beiname: „Lüneburger Heide“)
  -  Kampfhubschrauberregiment 26, Otto-Lilienthal-Kaserne Roth (Beiname: „Franken“)
  -  Kampfhubschrauberregiment 36, Heeresflugplatz Fritzlar (Beiname: „Kurhessen“)

##### Heerestruppenbrigade

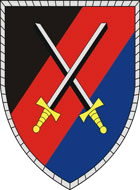
Verbandsabzeichen Heerestruppenbrigade

Hinweis: Truppenteile der Heerestruppenbrigade verstärken ad hoc die Stabilisierungsbrigaden. 2008 aus Heerestruppenkommando hervorgegangen. Zum 31. Dezember 2012 aufgelöst und verbleibende Truppenteile (übergangsweise) der Division Luftbewegliche Operationen unterstellt.
- Stab/Stabskompanie Heerestruppenbrigade, Bruchsal
  -  ABC-Abwehrregiment 750, Bruchsal (Beiname: „Baden“) (23. April 2013: ABC-Abwehrtruppe wird dem ABC-Abwehrkommando unterstellt und somit Teil der Streitkräftebasis[1])
  -  ABC-Abwehrbataillon 907, Bruchsal (Couleur: ABC-Abwehrregiment 750. Nicht aktiv. Kein eigenes Großgerät vorhanden bzw. langzeitlagernd.) (23. April 2013: ABC-Abwehrtruppe wird dem ABC-Abwehrkommando unterstellt und somit Teil der Streitkräftebasis[1])
  -  ABC-Abwehrkompanie 955, Bruchsal (Couleur: ABC-Abwehrregiment 750. Vorgesehen für ZMZ koordiniert durch Dienststellen der SKB. Teilaktiv. Großgerät wird am örtlichen ZMZ-Stützpunkt vorgehalten.) (23. April 2013: ABC-Abwehrtruppe wird dem ABC-Abwehrkommando unterstellt und somit Teil der Streitkräftebasis[1])
  -  Artillerielehrregiment 345, Kusel
  -  Panzerflugabwehrkanonenbataillon 12, Hardheim (Seit 2010 ohne Gepard. Auflösung bis Ende 2011. Personal zur Aufstellung Sicherungsbataillon 12 herangezogen.[8])
  -  Leichte ABC-Abwehrkompanie 120, Sonthofen (23. April 2013: ABC-Abwehrtruppe wird dem ABC-Abwehrkommando unterstellt und somit Teil der Streitkräftebasis[1])
  -  Leichte Flugabwehrraketenbatterie 300, Hardheim (Auflösung bis Ende 2011. Personal zur Aufstellung Sicherungsbataillon 12 herangezogen.[8])
  -  Sicherungsbataillon 12, Hardheim (in Aufstellung. Zur Aufstellung wird Personal von Flugabwehrraketenbatterie 300 und Panzerflugabwehrkanonenbataillon 12 herangezogen.[8])

#### 10. Panzerdivision

Verbandsabzeichen 10. Panzerdivision

Hinweis: Die Division wird auch „Löwendivision“ genannt. Dies ist jedoch kein offiziell verliehener Beiname.
- Stab/Stabskompanie 10. Panzerdivision, Sigmaringen
  -  Heeresmusikkorps 10, Ulm

##### Gebirgsjägerbrigade 23

Verbandsabzeichen Gebirgsjägerbrigade 23

Hinweis: Die Gebirgsjägerbrigade 23 führt den Beinamen „Bayern“
- Stab/Stabskompanie Gebirgsjägerbrigade 23, Bad Reichenhall
  -  Gebirgsfernmeldebataillon 210, Bad Reichenhall (bis 2010 Ulm)
  -  Gebirgsaufklärungsbataillon 230, Füssen
  -  Aufklärungsbataillon 911, Füssen (Couleur: Gebirgsaufklärungsbataillon 230)
  -  Gebirgspionierbataillon 8, Ingolstadt (bis 2010 Brannenburg)
  -  Pionierbataillon 905, Ingolstadt (Couleur: Gebirgspionierbataillon 8. Nicht aktiv. Kein eigenes Großgerät vorhanden bzw. langzeitlagernd.)
  -  Gebirgsjägerbataillon 231, Bad Reichenhall
  -  Gebirgsjägerbataillon 232, Bischofswiesen
  -  Gebirgsjägerbataillon 233, Mittenwald
  -  Gebirgslogistikbataillon 8, Füssen
  -  Einsatz- und Ausbildungszentrum für Gebirgstragtierwesen 230, Bad Reichenhall

##### Panzerbrigade 12

Verbandsabzeichen Panzerbrigade 12

Hinweis: Die Panzerbrigade führt den Beinamen „Oberpfalz“
- Stab/Stabskompanie Panzerbrigade 12, Amberg
  -  Fernmeldebataillon 4, Cham (Oberpfalz)
  -  Aufklärungsbataillon 8, Freyung
  -  Panzerpionierbataillon 4, Bogen
  -  Pionierbataillon 904, Bogen (Couleur: Panzerpionierbataillon 4. Nicht aktiv. Kein eigenes Großgerät vorhanden bzw. langzeitlagernd.)
  -  Panzerbataillon 104, Pfreimd, Weiden
  -  Panzergrenadierbataillon 112, Regen
  -  Panzergrenadierbataillon 122, Oberviechtach
  -  Logistikbataillon 4, Roding

#### 13. Panzergrenadierdivision

Verbandsabzeichen 13. Panzergrenadierdivision

Verbandsabzeichen Heeresmusikkorps 2 (vgl. 2. Panzergrenadierdivision)

- Stab/Stabskompanie 13. Panzergrenadierdivision, Leipzig
  -  Heeresmusikkorps 2, Kassel
  -  Fernmeldebataillon 610, Prenzlau (truppendienstliche Unterstellung, für Ausbildung und Einsatz zu Command Support Brigade des Multinationalen Korps Nordost)

##### Panzergrenadierbrigade 37

Verbandsabzeichen Panzergrenadierbrigade 37

Hinweis: Die Panzergrenadierbrigade 37 führt den Beinamen „Freistaat Sachsen“
- Stab/Stabskompanie Panzergrenadierbrigade 37, Frankenberg/Sa.
  -  Fernmeldebataillon 701, Frankenberg
  -  Aufklärungsbataillon 13, Gotha
  -  Aufklärungsbataillon 910, Gotha (Couleur: Aufklärungsbataillon 13)
  -  Panzerpionierbataillon 701, Gera
  -  Pionierbataillon 903, Gera (Couleur: Panzerpionierbataillon 701. Nicht aktiv. Kein eigenes Großgerät vorhanden bzw. langzeitlagernd.)
  -  Panzergrenadierbataillon 371, Marienberg
  -  Panzergrenadierbataillon 909, Marienberg (Couleur: Panzergrenadierbataillon 371, nicht aktiv, kein eigenes Großgerät vorhanden bzw. langzeitlagernd.)
  -  Pionierkompanie 953, Marienberg (Couleur: Panzergrenadierbataillon 371. Vorgesehen für ZMZ koordiniert durch Dienststellen der SKB. Teilaktiv. Großgerät wird am örtlichen ZMZ-Stützpunkt vorgehalten.)
  -  Panzergrenadierbataillon 391, Bad Salzungen
  -  Panzerbataillon 393, Bad Salzungen
  -  Logistikbataillon 131, Bad Frankenhausen

##### Panzergrenadierbrigade 41

Verbandsabzeichen Panzergrenadierbrigade 41

Hinweis: Die Panzergrenadierbrigade 41 führt den Beinamen „Vorpommern“
- Stab/Stabskompanie Panzergrenadierbrigade 41, Torgelow
  -  Fernmeldebataillon 801, Neubrandenburg
  -  Aufklärungsbataillon 6, Eutin
  -  Panzerpionierbataillon 803, Havelberg
  -  Pionierbataillon 901, Havelberg (Couleur: Panzerpionierbataillon 803. Nicht aktiv. Kein eigenes Großgerät vorhanden bzw. langzeitlagernd.)
  -  Pionierkompanie 952, Havelberg (Couleur: Panzerpionierbataillon 803. Vorgesehen für ZMZ koordiniert durch Dienststellen der SKB. Teilaktiv. Großgerät wird am örtlichen ZMZ-Stützpunkt vorgehalten.)
  -  Panzergrenadierbataillon 401, Hagenow
  -  Panzerbataillon 413, Torgelow
  -  Panzergrenadierbataillon 411, Viereck
  -  Pionierkompanie 951, Viereck (Couleur: Panzergrenadierbataillon 411. Vorgesehen für ZMZ koordiniert durch Dienststellen der SKB. Teilaktiv. Großgerät wird am örtlichen ZMZ-Stützpunkt vorgehalten.)
  -  Panzergrenadierbataillon 908, Viereck (Couleur: Panzergrenadierbataillon 411. Nicht aktiv. Kein eigenes Großgerät vorhanden bzw. langzeitlagernd.)
  -  Logistikbataillon 142, Basepohl

#### Deutsch-Französische Brigade

Verbandsabzeichen Deutsch-Französische Brigade

Hinweis: Aufgeführt sind nur Truppenteile mit deutschem Anteil. Die übrigen Truppenteile werden durch das französische Heer gestellt. Truppendienstlich unterstehen die deutschen Anteile dem Heeresführungskommando. Für Ausbildung, Übung und Einsatz dem Eurokorps ständig unterstellt.
- Stab Deutsch-Französische Brigade, Müllheim (deutscher Anteil)
  -  Jägerbataillon 291, Illkirch-Graffenstaden (FR) (Ende 2010 neu aufgestellt)
  -  Jägerbataillon 292, Donaueschingen
  -  Artilleriebataillon 295, Immendingen
  -  Panzerpionierkompanie 550, Immendingen
  -  Versorgungsbataillon Deutsch-Französische Brigade, Müllheim (deutscher Anteil)

#### Eurokorps

Verbandsabzeichen

Hinweis: Aufgeführt sind nur fest assignierte Truppenteile mit deutschem Anteil (außer der Deutsch-Französischen Brigade). Truppendienstlich unterstehen die deutschen Anteile der Deutsch-Französischen Brigade dem Heeresführungskommando. Für Ausbildung, Übung und Einsatz ist die Brigade dem Eurokorps ständig unterstellt. Die übrigen Truppenteile werden größtenteils durch das französische Heer gestellt.
- Stab Eurokorps, Straßburg (FR) (deutscher Anteil)
  -  Multinationale Führungsunterstützungsbrigade (engl.: Staff Multinational Command Support Brigade) (teilaktiv) (deutscher Anteil), Straßburg

#### I. Deutsch-Niederländisches Korps

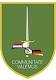
Verbandsabzeichen 1. D-NL Korps

Hinweis: Aufgeführt sind nur fest assignierte Truppenteile mit deutschem Anteil. Die übrigen Truppenteile werden größtenteils durch das niederländische Heer gestellt. Im Einsatz werden dem Korps weitere Großverbände unterstellt.
- Stab I. Deutsch-Niederländisches Korps, Münster (deutscher Anteil)
  -  Staff Support Bataillon (deutscher Anteil), Münster
  -  Communications and Information Systems Bataillon, Eibergen und Garderen (NL) (deutscher Anteil)

#### Multinationales Korps Nordost

Verbandsabzeichen Multinationales Korps Nordost

Hinweis: Aufgeführt sind nur fest assignierte Truppenteile mit deutschem Anteil. Die übrigen Truppenteile werden größtenteils durch das polnische und dänische Heer gestellt. Im Einsatz werden weitere Großverbände unterstellt
- Stab Multinationales Korps Nordost, Stettin (PL) (deutscher Anteil)
  - Führungsunterstützungsbrigade Multinationales Korps Nordost (engl.: Command Support Brigade)
    -  Stab Führungsunterstützungsbrigade (deutscher Anteil)
    -  Fernmeldebataillon 610, Prenzlau (truppendienstliche Unterstellung unter 13. Panzergrenadierdivision, für Ausbildung und Einsatz Command Support Brigade unterstellt)

### Heeresamt

Verbandsabzeichen Heeresamt

- Heeresamt, Köln

#### Schulen des Heeres
Abweichend von der sonstigen Darstellung sind die abgebildeten Abzeichen nach dem Schema „gekreuzte Schwerter und S in rotem Schild“ die Verbandsabzeichen der Schule. Zugeordnete/unterstellte Truppenteile (Stäbe, Lehrgruppen, Unterstützungsgruppen etc.) weisen unter Umständen auch interne Verbandsabzeichen auf.
- Offizierschule des Heeres, Dresden
- Unteroffizierschule des Heeres, Delitzsch
- ABC- und Selbstschutzschule, Sonthofen
- Artillerieschule, Idar-Oberstein
  -  Offizieranwärterbataillon Idar-Oberstein, Idar-Oberstein
- Heeresfliegerwaffenschule, Bückeburg
- Kommandeur Infanterieschule und General der Infanterie
  -  Infanterieschule, Hammelburg
  -  Luftlande- und Lufttransportschule, Altenstadt
  -  Gebirgs- und Winterkampfschule, Mittenwald
  -  Offizieranwärterbataillon Hammelburg, Hammelburg
- Pionierschule und Fachschule des Heeres für Bautechnik, Ingolstadt
- Technische Schule Landsysteme und Fachschule des Heeres für Technik, Aachen

#### Zentren des Heeres
- Ausbildungszentrum Spezielle Operationen, Pfullendorf
- Ausbildungszentrum Munster, Munster
  -  Ausbildungszentrum Heeresaufklärungstruppe, Munster
  -  Ausbildungszentrum Heeresflugabwehrtruppe, Munster (bis 2010 Rendsburg)
    -  Offizieranwärterbataillon Munster, Munster

  -  Ausbildungszentrum Panzertruppen, Munster
- Gefechtssimulationszentrum Heer, Wildflecken
- Gefechtsübungszentrum Heer, Letzlingen
- Taktikzentrum des Heeres, Dresden (der Offizierschule des Heeres angegliedert)